# 인테프 2세

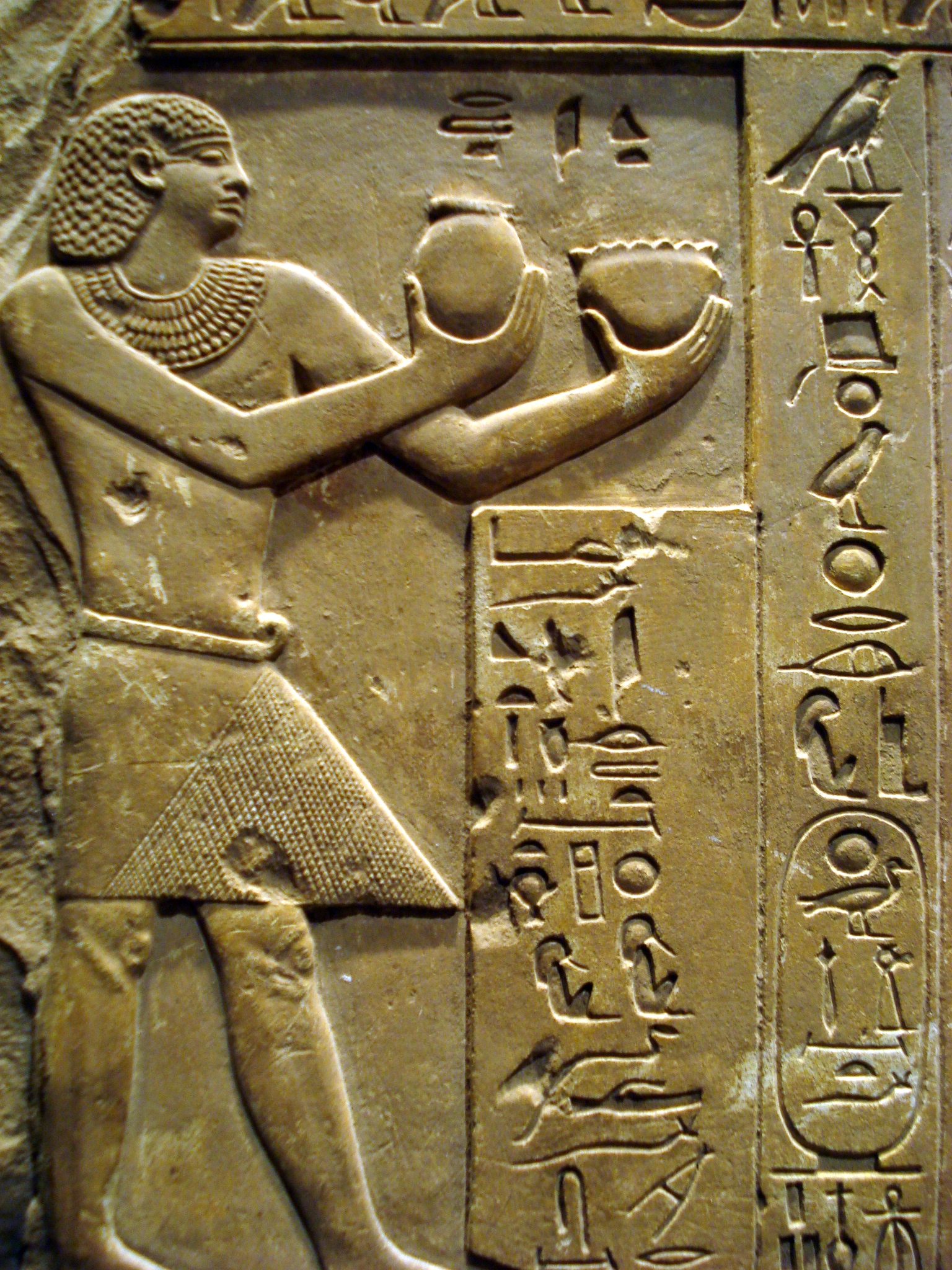

인테프 2세(Intef II, 재위 : 기원전 2117년 ~ 기원전 2069년)는 이집트 제11왕조의 파라오이다. 멘투호테프 1세의 아들이자, 인테프 1세의 동생이다. 그의 호루스 이름은 와흐안크(Wahankh)로 '생명이 강한 자'라는 뜻이다.
그의 무덤에는 석비가 하나 새겨져 있는데, 여기에 그가 헤라클레오폴리스의 파라오들과 싸운 내력이 적혀져 있다. 이에 따르면 그는 아비도스는 물론 상이집트의 제10 노모스가 있는 안타에오폴리스까지 차지하였다.
전쟁이 끝난 이후에는 평화가 정착되었다. 엘리판티네에서 발견되었으며, 왕위 갱신제 예복에 싸여 있는 그의 입상에 따르면, 그는 나일강 제1폭포까지 점령하였고, 재위 30년에는 누비아의 일부를 점령하였다. 그의 재위기간 동안 테베에는 하이집트에 맞설 수 있는 강력한 정부 체제가 구축된 것으로 보인다.
토리노 파피루스에 따르면, 인테프 2세는 49년간 재위하였다고 기록되어 있다.
| 전임 인테프 1세 | 제3대 이집트 제11왕조의 파라오 기원전 2117년 ~ 기원전 2069년 | 후임 인테프 3세 |